# ويليام إتش. جيلمور
ويليام إتش. جيلمور هو ضابط وسياسي أمريكي، ولد في 17 أكتوبر 1839 في فيرلي في الولايات المتحدة، وتوفي في 18 أبريل 1910 في بولس فالس في الولايات المتحدة بسبب ذات الرئة. نشط حزبياً في الحزب الجمهوري. وقد انتخب عضو مجلس نواب فيرمونت ‏.